# Міндоро (острів)
Міндоро — сьомий за розміром острів Філіппінського архіпелагу. Розташований на південь від острова Лусон та північний схід від острова Палаван. На півдні острів омивається морем Сулу.

## Економіка
Основою економіки Міндоро є сільське господарство. Основні продукти, які вирощують на острові: цитрусові, банани, рамбутан, кокос, рис, кукурудза, цукрова тростина, арахіс. Також населення займається рибальством (сом, ханос, тиляпія), розведенням худоби та птиці. Також видобувають мармур та мідь.
Досить прибутковим бізнесом є туризм, особливо в таких місцях як національний парк Риф Апо, острів Лубанг, Пуерто Галера та гора Галкон. Пляжі Пуерто Галера є найвідомішим туристичним місцем острова, тому часто відвідуються туристами.

## Мови
Основною мовою на Міндоро є тагальська, проте використовується також вісайські та мангайські мови.